# بيريف بي إي -4
بيريف بي إي -4 (بالإنجليزية: Beriev Be-4)‏ هي من صناعة بيريف. كان أول طيران لها في 21 أكتوبر 1940. دخلت الخدمة في 1942، صنع منها 47 طائرة.